# Charles Borne
Charles Borne est un homme politique français né le 1er février 1850 à Saint-Hippolyte (Doubs) et décédé le 23 août 1913 à Saint-Hippolyte
Médecin, il s'installe après la guerre de 1870 à Saint-Hippolyte. Conseiller général en 1883, il est maire de Saint-Hippolyte en 1895. Il est député du Doubs de 1898 à 1903, inscrit au groupe des radicaux modérés. Il est vice-président de la commission de l'hygiène. Il est sénateur du Doubs de 1903 à 1913, siégeant au groupe de la Gauche démocratique. Il s'occupe surtout de santé publique.

## Sources
- « Charles Borne », dans le Dictionnaire des parlementaires français (1889-1940), sous la direction de Jean Jolly, PUF, 1960 [détail de l’édition]